# Канликуль
Канликуль (до 20 лютого 1995 року — Ленінабад; кар. Qanʻliʻkwoʻl; узб. Қанликўл, Qanlikoʻl) — селище в Узбекистані, центр Канликульського району Каракалпакстану.
Населення 7303 мешканці (перепис 1989).
Залізнична станція Алтинкуль на лінії Бейнеу—Тахіаташ.